# دومانيج
دَوْمَانِيج (بالتركية: دومانيݘ) مدينة وقضاء في ولاية كوتاهية في منطقة بحر إيجة في تركيا . أسس عثمان الأول بن أرطغرل زعيم قبيلة قاية إمارات الأناضول حول دومانيج وسوغوت.